# Karine Deshayes
Karine Deshayes es una mezzosoprano francesa especializada en repertorio barroco, clasicismo y bel canto.

## Biografía
Nació dentro de una familia de músicos, por lo que estudió canto en el Conservatorio de París, además de licenciarse en Literatura y Musicología por la Sorbona. Recibe clases magistrales de la soprano Régine Crespin y se integra en los cuerpos estables de la Opera de Lyon en 1998. Desde entonces, ha actuado en los cosos operísticos más importantes de Francia como la Ópera de París y del mundo como el Festival de Salzburgo, la Ópera del Metropolitan de Nueva York, o el Teatro Real de Madrid.
Ha trabajado con los más importantes directores de ópera como Riccardo Muti, William Christie, Bruno Campanella o Roberto Abbado.
En su repertorio destacan personajes mozartianos como Cherubino de Las bodas de Fígaro, Dorabella en Cosi fan tutte o Sesto en La clemencia de Tito. Otros roles importantes en la carrera de Deshayes son Rosina en El barbero de Sevilla de Gioachino Rossini, Popea de La coronación de Popea de Claudio Monteverdi, Irene de Tamerlano de Georg Friedrich Haendel o Adalgisa de Norma de Vincenzo Bellini.
Deshayes también ha abordado numerosos papeles de ópera francesa, entre otros, como Charlotte de Werther de Jules Massenet, Stephano de Romeo y Julieta de Charles Gounod, Siebel de Fausto también de Gounod, o a Nicklausse de Los cuentos de Hoffmann o Helena en La bella Helena ambas de Jacques Offenbach.